# Batería de zinc–cerio

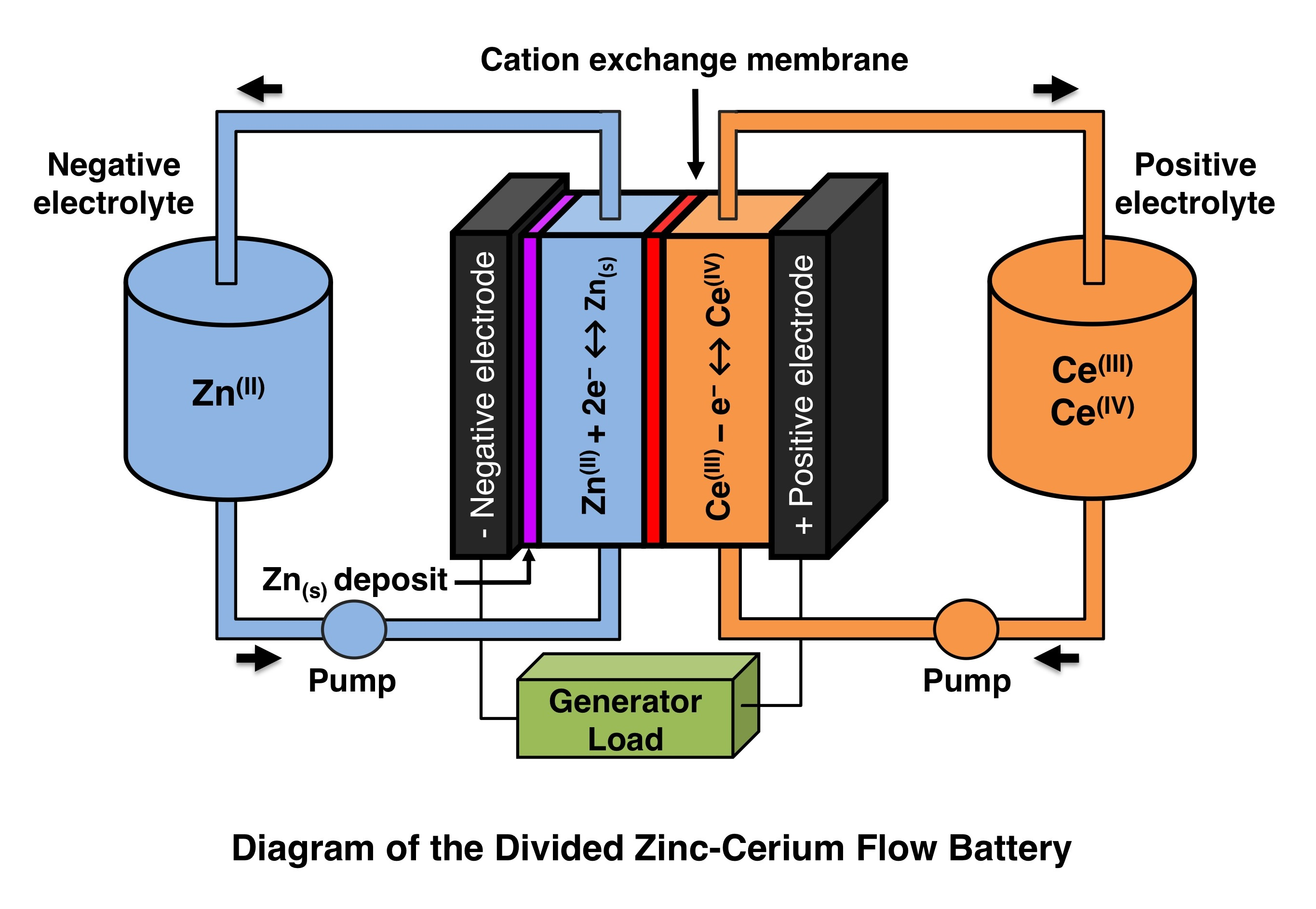
Diagram of the divided zinc-cerium redox flow battery

La batería de zinc-cerio es un tipo de batería de flujo redox desarrollada por primera vez por Plurion Inc. (Reino Unido), durante la década de 2000. El electrolito negativo de zinc y el positivo de cerio se almacenan en dos contenedores separados y se les hace circular durante la operación. Los compartimentos electrolíticos negativos y positivos están separados por Nafion (membrana de intercambio catiónico) de DuPont.
Debido a los potenciales electródicos estándares altos de las reacciones redox tanto del zinc, como del cerio en medios acuosos, el voltaje de la celda en circuito abierto es tan alta como 2,43 V. Entre los otros sistema propuestos de batería de flujo, este tiene los mayores voltajes de célula y de densidad de electricidad por área de electrodo. El ácido metanosulfónico se utiliza como electrólito de soporte, ya que permite que las especies electroactivas tanto el zinc (2,16 M), como del cerio, se disuelvan a una concentración mayor que 1 M.
Puesto que el zinc es electrodepositado durante la carga en el electrodo negativo y las reacciones redox de Ce (III) / Ce (IV) tienen lugar en el electrodo positivo, este sistema se clasifica a menudo como una batería de flujo híbrida. A diferencia de la química utilizada en las baterías de flujo redox de zinc-bromuro y de zinc-cloro, no se necesita ningún dispositivo de condensación para disolver los gases de halógeno.